# Chapelle et couvent des Dominicains de Braine-le-Comte
La Chapelle et le couvent des Dominicains est un ancien édifice religieux érigé durant la première moitié du XVIIe siècle à Braine-le-Comte, en Belgique. La façade de la chapelle, de style renaissance, est son aspect le plus remarquable. Réalisée sous la direction et selon les plans du frère Paul Collez, elle fut consacrée en 1630 par l'Archevêque de Cambrai, Monseigneur François Van der Burch. Désacralisée la chapelle est utilisée aujourd'hui comme espace culturel.

## Historique
Au XVIIe siècle, la ville de Braine-le-Comte avait besoin de la présence d'un véritable corps enseignant pour la jeunesse. C'est l'ordre des frères prêcheurs, plus connu sous le nom des Dominicains, qui fut choisi. Pour garantir son installation, la ville accorda à l'ordre une maison (près des remparts) ainsi qu'une rente pour une communauté de dix à douze moines. Ceux-ci s'installèrent officiellement à Braine-le-Comte le 24 novembre 1612. 
La fonction principale des Dominicains à Braine était ainsi l'instruction des garçons jusqu'à la Rhétorique (seuil de l'université). Mais ils offraient également aux habitants différents services : confesser les habitants, visiter les malades, participer aux enterrements, célébrer des offices et assister aux processions. 
La situation de la communauté devint rapidement prospère. Dix ans à peine après leur installation, l'Ordre des Dominicains érigea le vicariat de Braine en couvent. 
La majorité des moines provenaient de Braine-le-Comte et des environs. La province de Hainaut était bien représentée dans la communauté ; Binche, Feluy, Seneffe, Ecaussinnes, Neufvilles et Horrues, ainsi que le Brabant ; Nivelles et Tubize. Certains étaient même originaires du Nord de la France actuelle ; Arras et Valenciennes. Contenant habituellement plus d'une dizaine de membres, le couvent a compté jusqu'à 25 moines en 1787.  
En 1672, le couvent fonda un vicariat à Brunehaut (commune de Luttre-Liberchies). Cette maison relevait directement du couvent de Braine-le-Comte.  
L'histoire de la communauté se signala aussi par certains conflits qu'elle a eus avec les Pères de l'Oratoire de Braine à propos des offices à l'église paroissiale de la ville. Les Dominicains firent aussi en sorte de préserver leur monopole de l'enseignement dans la région. Ils s'opposèrent ainsi à l'installation d'un collège par les frères Augustins à Soignies.   
La présence des Dominicains à Braine s'arrêta subitement au moment de l'annexion du Hainaut par les troupes de la Révolution française. Les nouvelles autorités françaises promulguèrent le 1er septembre 1796 l'aliénation des bâtiments des congrégations religieuses. Cette loi consista à supprimer les couvents, confisquer les biens ecclésiastiques afin de les vendre aux enchères. Ce texte fut exécuté à Braine-le-Comte dès le 27 septembre 1796 et les frères dominicains expulsés du couvent dès le lendemain.     
Le 2 mai 1798, les autorités décidèrent de vendre tout le site aux enchères. Il fut acheté le 22 mai pour 15 000 Fr. au citoyen Jean-Baptiste Taxiaux. Celui-ci était un prête-nom au véritable nouveau propriétaire des lieux qui se dénommait Philippe-Joseph Duray, négociant à Braine-le-Comte. Le couvent servit alors de dépôt, de remise au fourrage et surtout de caserne aux troupes de passage. Quant à la chapelle, elle devint une salle de comédie et puis à nouveau un lieu de culte public en 1803.    
En 1810, monsieur Duray céda le bien immobilier à l'administration des Hospices civils. Il fut alors habité à partir de l'année 1818 par les sœurs récollectines qui y soignèrent les malades. Elle se dévouèrent à la population surtout pendant les épidémies de choléra de 1849 et de 1866. Les sœurs restèrent là jusqu’à la construction de leur propre couvent en 1897.    
Après une vaine tentative des Hospices civils de vendre le couvent en 1899, celui-ci fut racheté par la ville en 1902 pour la somme de 20 000 Fr. Elle décida de garder la chapelle pour s'en servir comme salle de fête communale et revendit, pour la même somme, les anciens bâtiments conventuels à l'administration des postes.     
En 1910, des travaux dirigés par l’architecte Jules Brunfaut furent entrepris à la chapelle pour répondre à sa nouvelle fonction de salle de fêtes. Tout au long du XXe siècle, elle abrita plusieurs expositions de peintures, agricoles ainsi que des foires commerciales et des bals. Pendant les deux guerres, la salle fut le lieu pour le service de ravitaillement. L'ancienne chapelle servit même comme cinéma à partir de 1948 jusqu'en 1964 lors de la fermeture du cinéma Nova. Aujourd'hui, le lieu garde toujours la fonction de salle culturelle pour des expositions, des salons, le marché de Noël, les concerts, etc.
Les bâtiments conventuels furent restaurés par l'architecte Brunfaut. Ils servirent de logements et d'Hôtel des Postes jusqu'au début des années 2000. Le couvent fut alors de nouveau acheté par la commune de Braine qui en est l'actuel propriétaire. Aujourd'hui, tout le cloître reste inoccupé et attend une nouvelle affectation.    

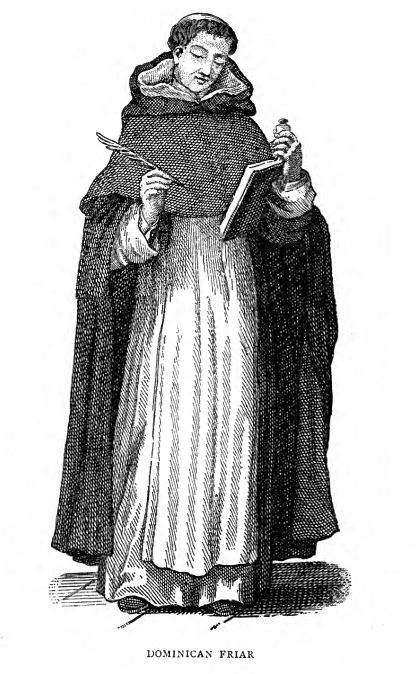
Un frère dominicain.

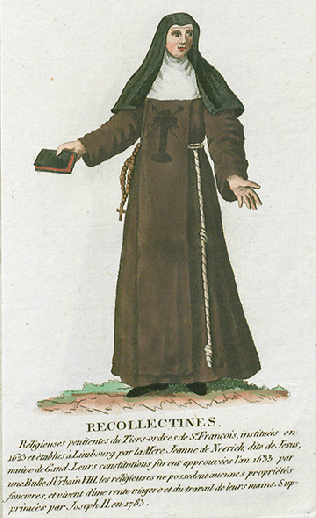
Une sœur Récollectine

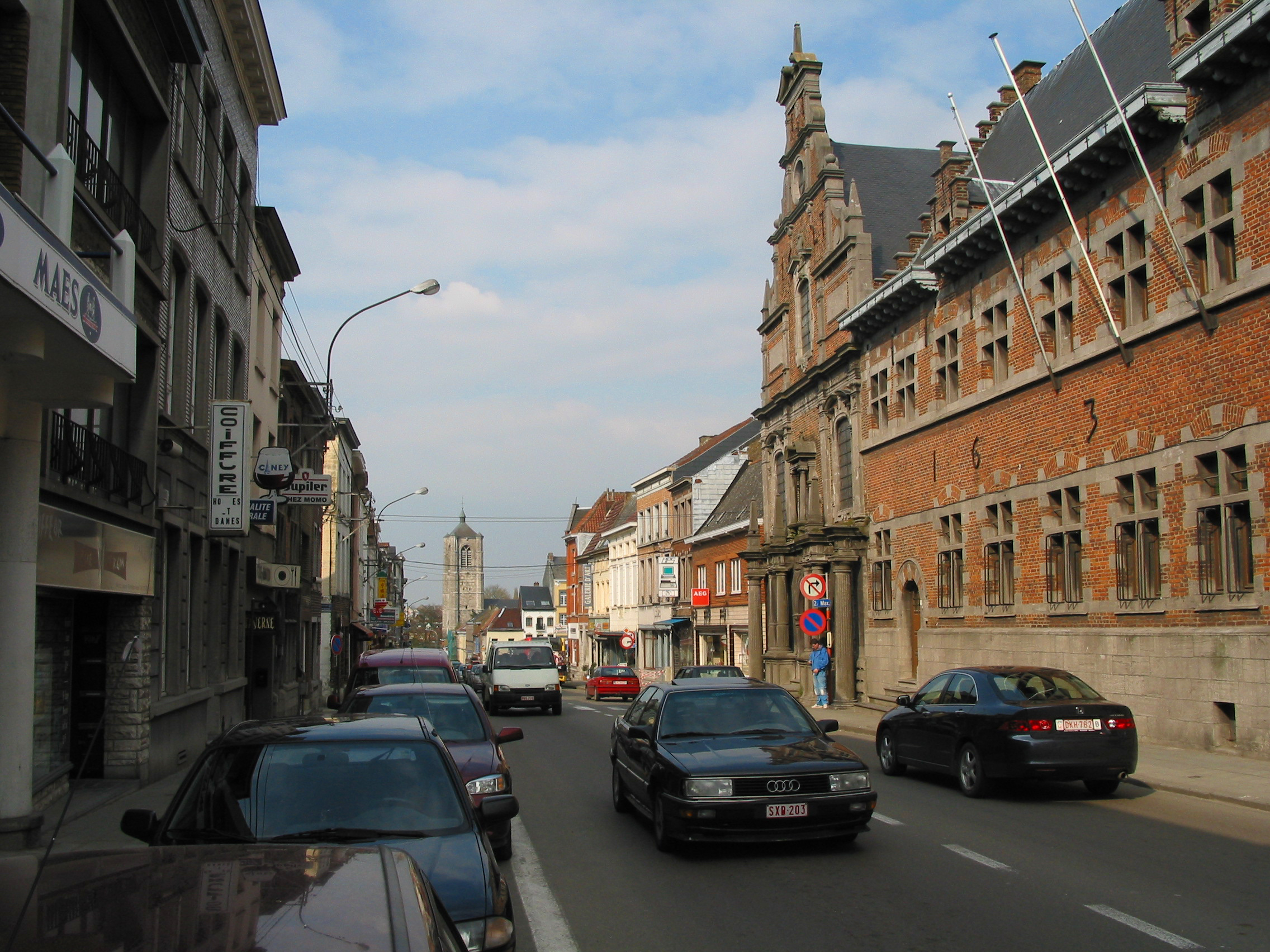
Le couvent et la chapelle depuis la chaussée. Au fond : l'église paroissiale Saint-Géry.

## Les bâtiments

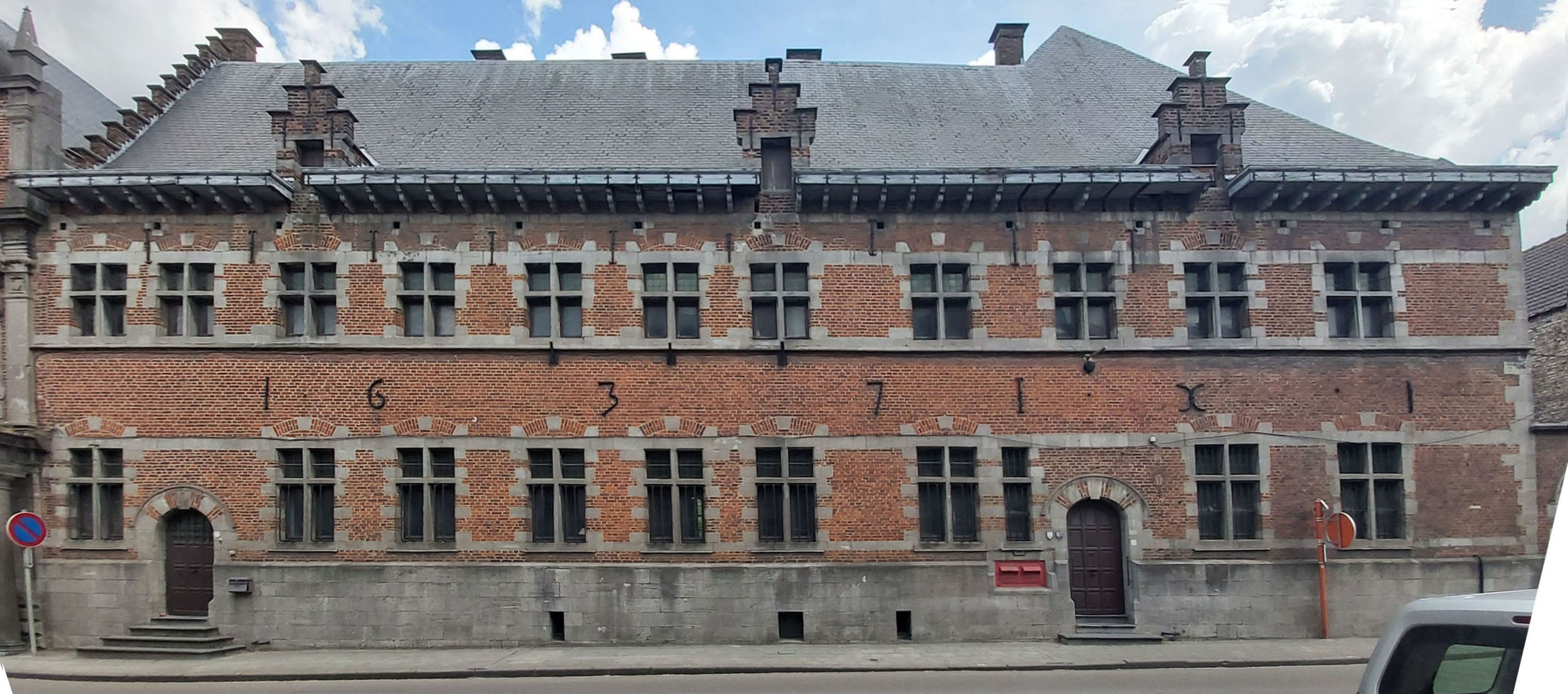
Bâtiment à front de la chaussée terminée en 1637. Elle est la deuxième aile construite dans le but de relier la chapelle et le premier bâtiment conventuel érigé ici à l'extrême à droite (correspondant à la porte et aux deux dernières fenêtres à droite).

Dès leurs installations en 1612, les Dominicains logeaient dans une habitation offerte par la ville. L'emplacement de cette bâtisse se trouvait déjà à l'emplacement du couvent actuel. C'est-à-dire le site jouxtant le rempart de la ville et plus précisément la porte des Lombards, dite de Mons, qui permettaient aux habitants d'emprunter le chemin allant vers Mons. 
Rapidement, les frères Dominicains menèrent un vaste chantier de construction pour pouvoir posséder un véritable couvent. La première phase des travaux débuta entre 1621-1624. Il s'agit de la chapelle et du bâtiment Sud du cloître qui est construit contre le rempart. Cette aile contenait la salle du chapitre, le réfectoire et des dortoirs au-dessus. 

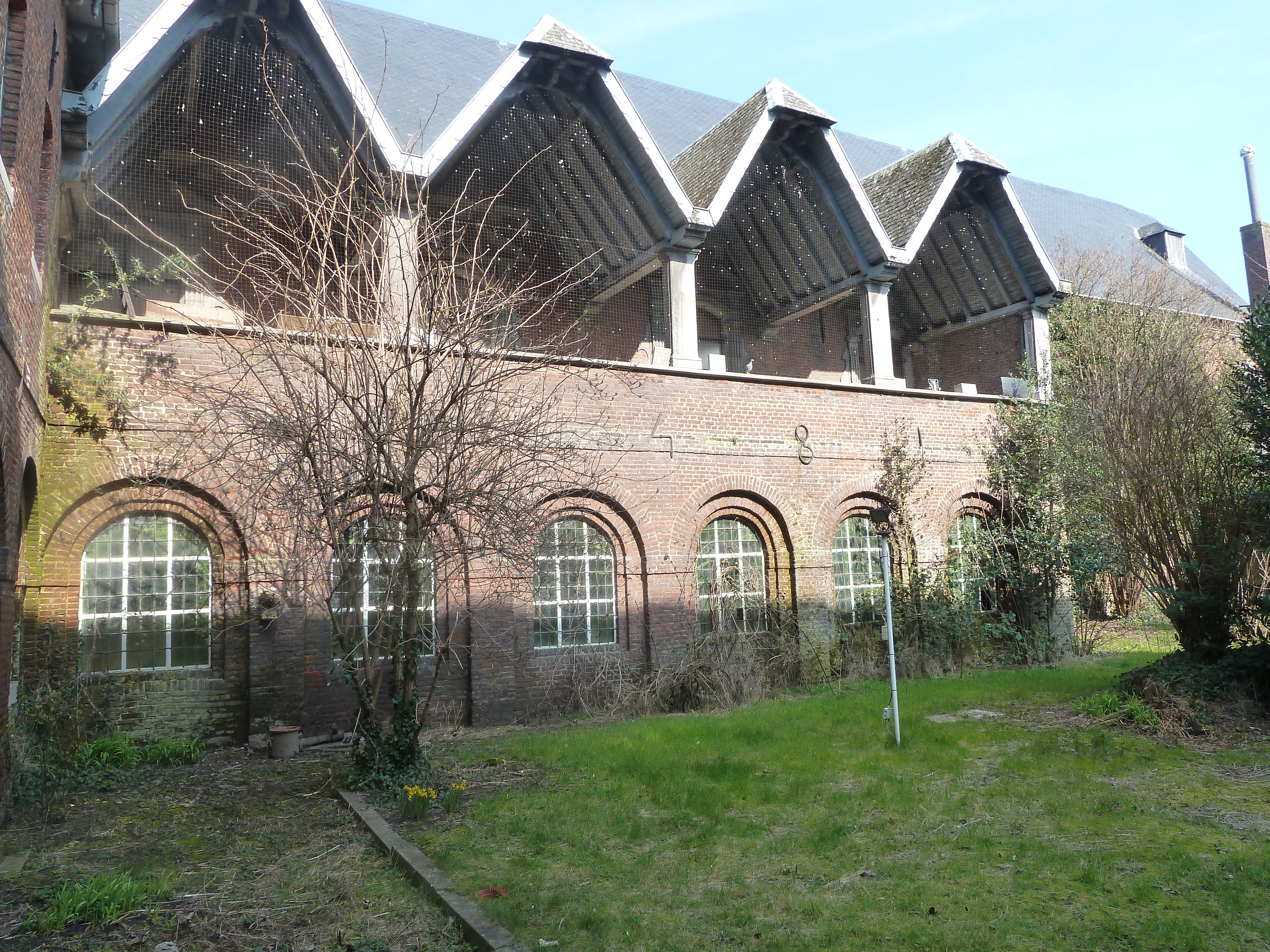
Galerie couverte bâtie en 1648 à l'intérieur du cloître. La forme originale de la toiture permet à la lumière de pénétrer dans la chapelle. À l'extrême droite de la photo se trouvait l'aile construite en 1640 aujourd'hui disparu.

Pour la chapelle, c'est Nicolas de Petra, le premier Prieur du couvent, qui en posa les fondements en se basant sur les plans du frère dominicain Paul Collez. La construction de l'édifice fut rendue possible par les nombreuses donations de particuliers, le plus important de ces dons ayant été accordé en 1623 par Isabelle-Claire-Eugénie d'Autriche qui accorda aux Dominicains, au nom de Philippe IV, une somme des 250 livres de 40 gros de Flandre pour être employés au frontispice de la chapelle. Grâce à ces subsides, la construction fut achevée en 1627 (selon les ancrages fixés au sommet de la façade). Trois ans plus tard, elle fut consacrée par l’Archevêque de Cambrai, Monseigneur François Van der Burch, sous le patronage de la Vierge Marie et de sainte Marie-Madeleine.
La seconde phase des travaux fut effectuée entre 1635 et 1640. Elle concerna d'abord la construction de l'aile faisant front à la chaussée qui fut achevée en 1637 selon les ancrages fixés sur la façade. Ensuite, l'année 1640 vit l'achèvement du cloître par l'ajout de la dernière aile complétant le quadrilatère. Elle contenait la sacristie ainsi que les cuisines. Cette construction a disparu au début du XXe siècle et un simple mur d'enceinte la remplace aujourd'hui. Le cloître des Dominicains conserve ainsi uniquement trois bâtiments en U qui s'ouvre vers l'extérieur.    

L'intérieur du cloître présente une partie unique en Belgique : une galerie couverte longeant les fenêtres de la chapelle. Bâtie en 1648, la forme originale de la toiture s'explique par le fait de permettre à la lumière de pénétrer dans la chapelle.     

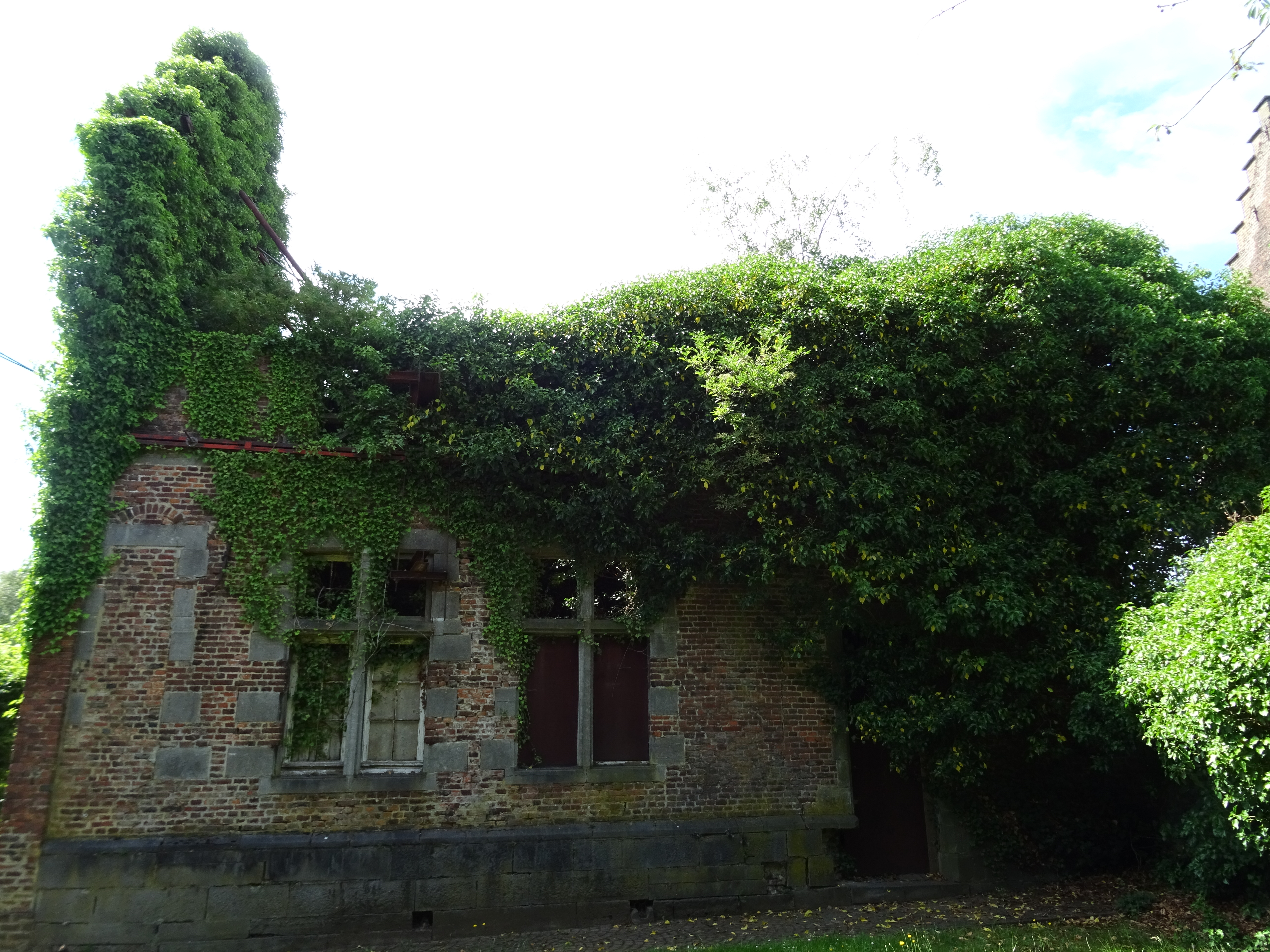
Dépendance du couvent des Dominicains, ancien musée communal. État actuel.

Si le style de la façade de la chapelle est renaissante, tout le restant du site présente une architecture plus traditionnelle et dépouillée d'éléments décoratifs. Seul le claveau au sommet de la porte d'entrée du couvent présente un relief montrant saint Dominique. La façade principale présente des fenêtres à meneaux avec des linteaux droits, héritage du gothique civil hainuyer.  La base est en pierre de taille et tout le restant, excepté l'encadrement des fenêtres, est en brique rouge. Ceux-ci étaient autrefois chaulés pour atténuer l'obscurité des rues le soir. Les façades à l'intérieur du cloître sont plus simples et toutes en briques, y compris les arcs en plein cintre des fenêtres.   
Derrière le cloître, le site comprenait le quartier des Convers, une brasserie, de nombreuses dépendances, ainsi qu'un jardin avec des arbres fruitiers. Toute cette partie du site se transforma petit à petit dans le courant du XIXe siècle. D'abord, l'aménagement en 1840 de la rue de la station, pour pouvoir relier la gare à la ville, fit disparaître tout le jardin. Ensuite, les Hospices civils décidèrent de raser les dépendances du couvent en 1865. En effet, grâce à la générosité d'Henri-Joseph Rey, ils purent édifier un nouvel hospice correspondant aux normes sanitaires de l'époque. Nommé « l'Hospice Rey », ce vaste bâtiment pour le soin des malades fut détruit à son tour en 1970 pour faire place à la crèche actuelle du CPAS. Aujourd'hui, seul un petit bâtiment rectangulaire du XVIIe siècle a été conservé. Celui-ci a servi de quartier des Convers sous l'époque des Dominicains et puis de dépendance à l'hospice comme buanderie, lavoir et logement à l'aumônier. De 1971 et jusque dans le milieu des années 1990, il a abrité le musée communal avant de se retrouver sans toiture et en état de ruine.   

## Description de la chapelle
La chapelle est construite en pierre bleue d’Écaussinnes (petit granit) et en briques. Seuls les ornements, les soubassements et le sommet des contreforts sont en pierre. Ces décorations se trouvent principalement sur la façade et dans les encadrements des 22 fenêtres qui éclairent le bâtiment. L’édifice présente un plan rectangulaire à nef unique et  se termine sur une abside semi-circulaire. Son chœur, orienté, est fermé par un chevet à trois pans. Des ancres fixées sur la partie supérieure de l’édifice permettent sa datation : 1627. Un petit campanile ornait le sommet de la chapelle et qui contenait un petit carillon. Cette construction a aujourd'hui disparu. 

### L'Intérieur
Le volume se compose d'un carré long terminé par une abside semi-circulaire. L'ancien chœur est relevé de quatre marches. Des éléments d'architecture forment le décor intérieur. Deux ordres superposés de pilastres rompent par leur saillie la surface plane des murs. Entre les pilastres sont percées des fenêtres encadrées de colonnes et de tympans brisés à décoration riche et variée. Ce sont aujourd’hui les seuls éléments du décor d'origine aménagé à l'époque des Dominicains. 
En effet, l'intérieur de la chapelle a été profondément transformé en 1910 par l'architecte Jules Brunfaut. Son intervention se remarque par le berceau lambrissé qu'il a placé contre la voute, ainsi que les boiseries installées au bas des murs du Chœur. Il supprima aussi les deux murs qui séparaient le Chœur et la nef.   
Du mobilier d'origine, il n'en reste rien. Tout a été enlevé au moment du départ des Sœurs Récollectines en 1897. Il en est de même pour les 21 épitaphes connues des personnes enterrées ici entre 1626 et 1790. Seul le cloître conserve encore dans sa galerie cinq épitaphes de Dominicains décédés entre 1667 et 1765.   
Pour optimiser sa fonction de salle des fêtes, un escalier, à gauche de l'entrée, a été creusée en mai 1935 pour pouvoir aménager au sous-sol des sanitaires. C'est notamment pendant ces travaux que des ossements ont été découverts.
Dans le courant des années 2000, les murs ont été recouverts par un coffrage en produits incombustibles et un éclairage moderne a été ajouté. 
La chapelle est aujourd'hui en mauvais état et attend une restauration d'envergure. Les fenêtres ont été obturées, des carreaux sont cassés et non remplacés. L'humidité ainsi que la végétation sont également une menace pour toute la structure du bâtiment. 

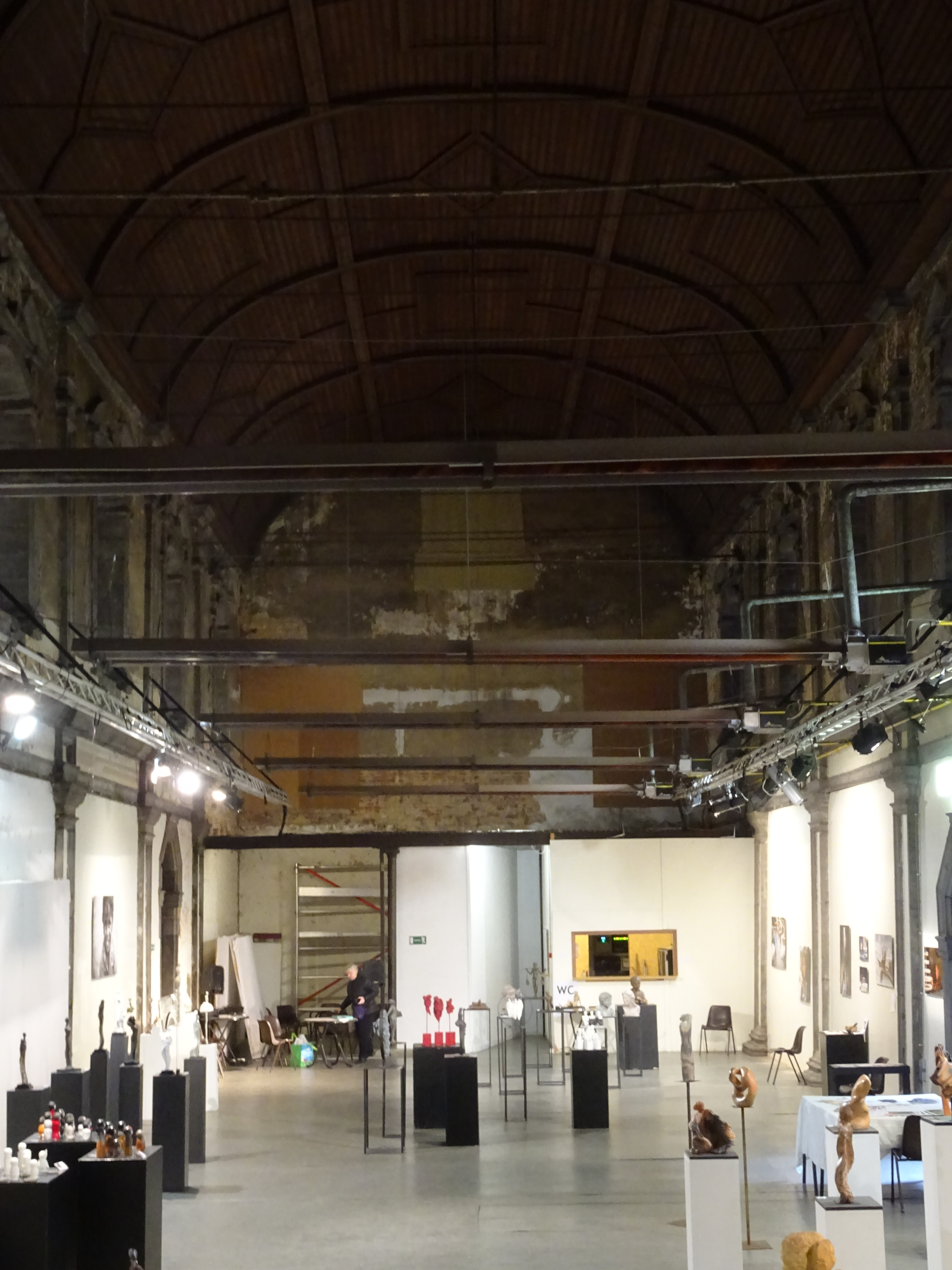
Vue sur l'entrée de la chapelle des Dominicains depuis le Chœur. État actuel.

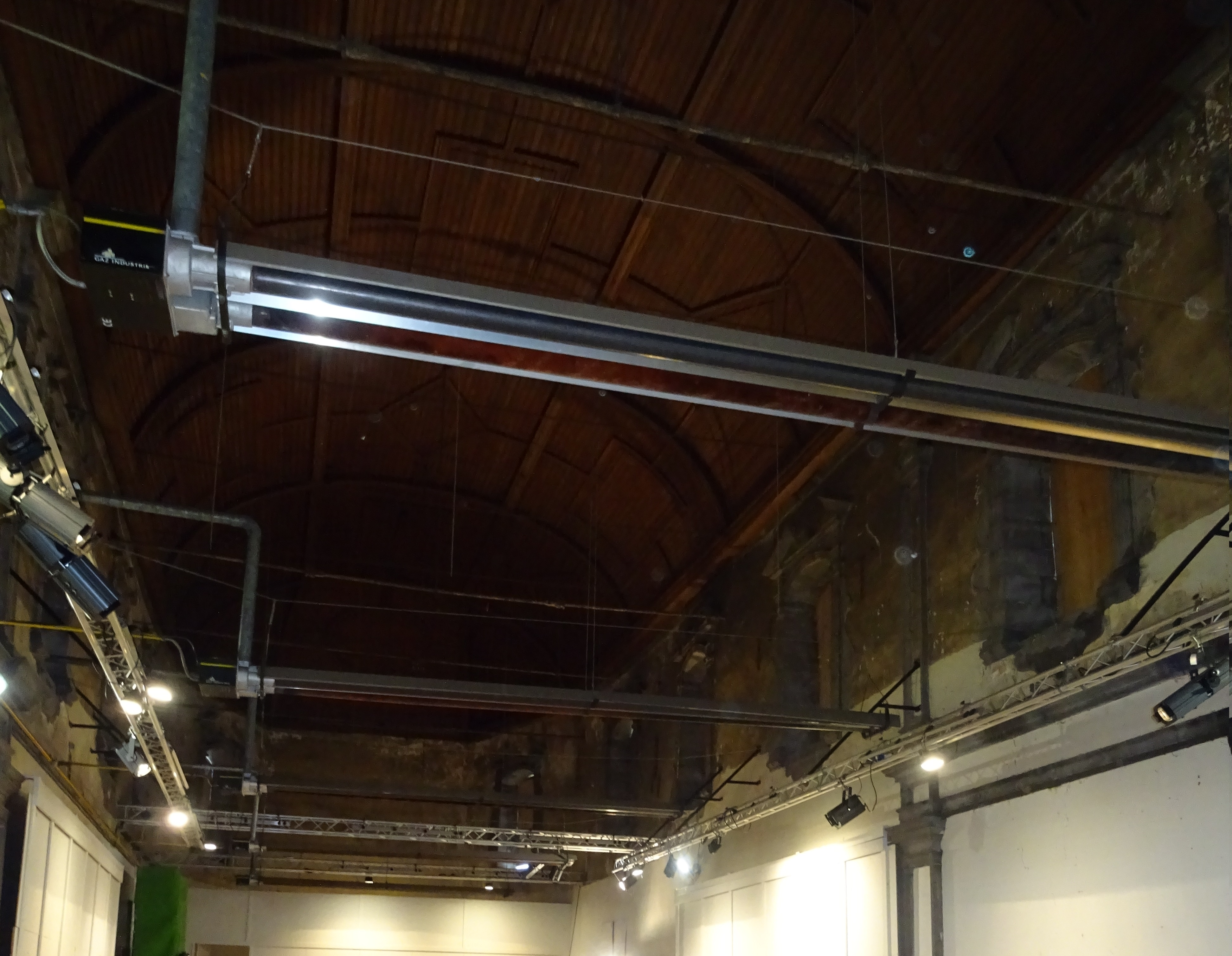
Intérieur de la chapelle des Dominicains. État actuel de la voûte et des fenêtres.

### La façade

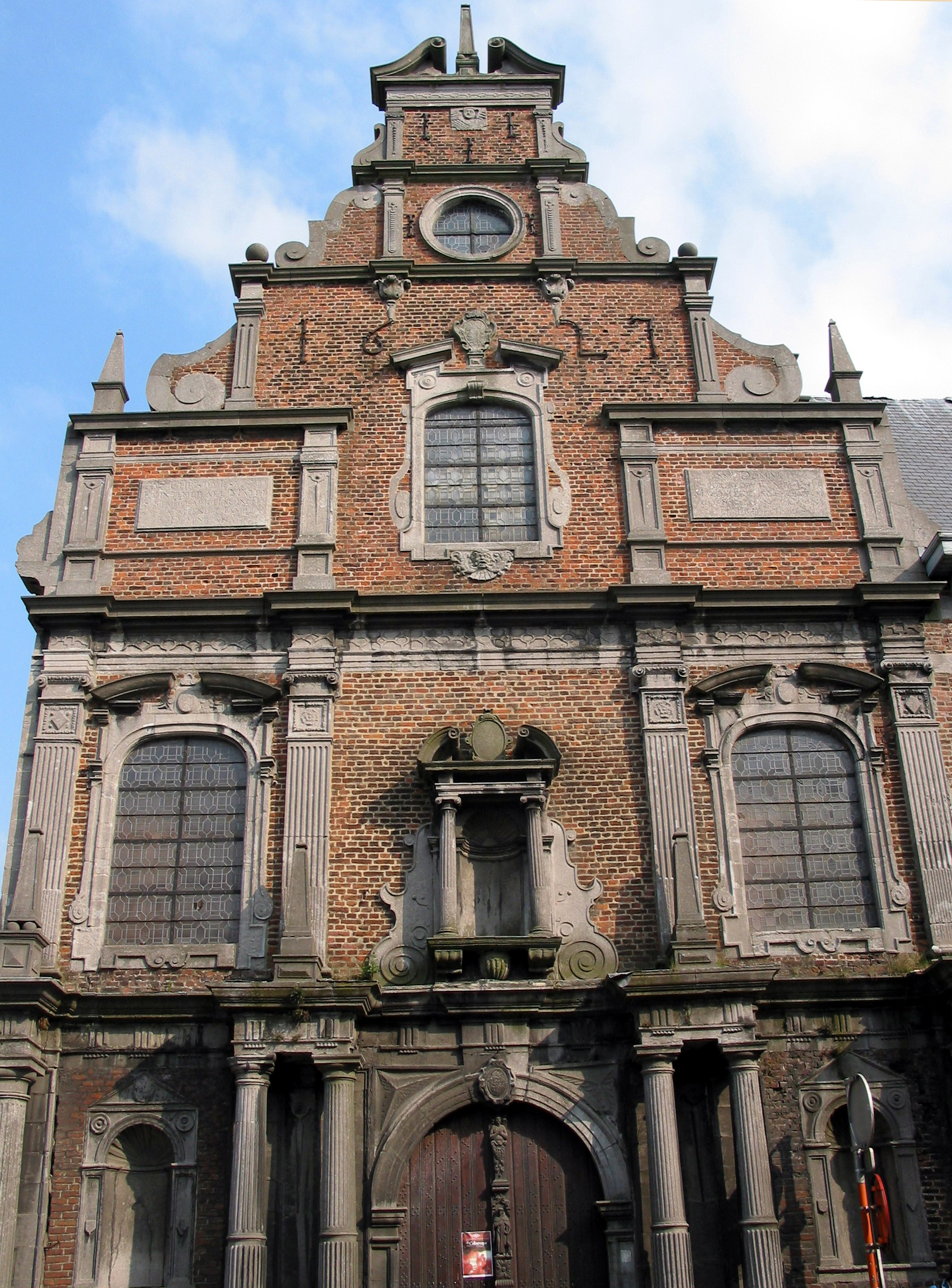
Façade de la chapelle

La façade de la chapelle est l’élément le plus orné de l’édifice. De style renaissance, elle repose sur deux axes : un horizontal et un vertical. L’axe vertical consiste en une composition symétrique, une ligne invisible partant de l’obélisque sur le sommet du fronton jusqu’au trumeau de la porte d’entrée sépare l’édifice en deux parties qui se reflètent comme un miroir. L’axe horizontal, quant à lui, est divisé en trois registres : l’étage dorique, l’étage ionique et l’étage attique surmonté d’un fronton. Il existe une continuité entre ces trois registres grâce à un prolongement de la ligne verticale créée par des colonnes et des pilastres qui se superposent dans la façade. Un jeu de courbes et de contre-courbes, formé par les nombreuses volutes, contribue à l’unité de l’ensemble du frontispice et relie ces différents registres.
L'étage dorique (la partie inférieure) assied le bâtiment sur un soubassement en gros blocs de pierres bleues.  Il est composé de six colonnes doriques : deux grandes sont isolées aux extrémités et quatre plus petites, jumelées, encadrent la porte située au centre. Le trumeau de la porte présente des sculptures en ronde-bosse : le buste d’un ange croisant les bras, Saint Dominique avec un chien à ses pieds et une tête de lion. Au milieu des grandes et petites colonnes, deux niches sont encastrées dans le mur.
À l’étage suivant, quatre pilastres ioniques cannelées prolongent les colonnes doriques. Quatre obélisques surplombent ces colonnes. Les pilastres encadrent deux baies placées symétriquement aux extrémités de la façade et, au centre de la composition, dans l’axe central de la porte, se trouve une niche  qui abritait une statue de la Vierge Marie.
L’étage attique est séparé des étages inférieurs par une corniche surplombant une frise aux motifs en forme de losanges et d’ovales.  Il présente une baie centrale flanquée par quatre pilastres attiques surmontés de deux demi-corniches latérales encadrant chacune un cartouche portant des inscriptions dédicatoires :
Au côté droit : "CHRISTO IESV ET INTEMERATAE MATRI SERTA ROSARII HAC IN AEDE SACRA APPENDIT FAMILIA DOMINICANA"
Au côté gauche :  "SSMIS DOMINICO PRAEDICATORV DVLCI PATRI MAGDALENAE APOSTOLORVM APOSTOLAE HANC DICAVERVNT FF. PRAEDICATORES"
Au centre de l’étage, sous la baie, se trouve une tête sculptée.
Le fronton, de forme triangulaire, est centré par une fenêtre ronde (oculus) et est terminé par un obélisque, placé sur une corniche. Ce fronton est encadré par des volutes qui créent une unité malgré les ruptures entre les pilastres. L'obélisque remplace la croix qui ornait le sommet de la façade jusqu'au début du XXe siècle.
Cette façade est classée depuis 1950 par la Commission royale des monuments et des sites.